# Бискеј (Минесота)
Бискеј (енгл. Biscay) град је у америчкој савезној држави Минесота.

## Демографија
По попису из 2010. године број становника је 113, што је 1 (-0,9%) становника мање него 2000. године.
| Група             | 2000.       | 2010.      |
| Белци             | 101 (88,6%) | 98 (86,7%) |
| Афроамериканци    | 0 (0,0%)    | 0 (0,0%)   |
| Азијати           | 0 (0,0%)    | 1 (0,9%)   |
| Хиспаноамериканци | 13 (11,4%)  | 10 (8,8%)  |
| Укупно            | 114         | 113        |